# ロスト・イン・ヨンカーズ
『ロスト・イン・ヨンカーズ』（Lost in Yonkers）は、ニール・サイモンによる戯曲。1990年12月31日にウィンストン・セーラムの舞台芸術センターにて初演後、1991年2月21日よりブロードウェイに移り780回におよぶ上演が行われた。頭の弱いベラおばさんやギャングになったおじさんや子供たちや祖母が繰り広げる喜劇で、マーセデス・ルールがベラおばさんを演じた。1991年度ピューリッツァー賞、トニー賞受賞作。

## あらすじ
これは1942年のニューヨーク州ヨンカーズのあるドイツユダヤ系アメリカ人の一家の物語である。
ジェイとアーティの兄弟は、借金返済のために南部へ働きに行った父・エディの帰りを待つために、エディの母であるミセス・カーニッツのもとに預けられることになった。エディの兄弟には頭の弱いベラや、犯罪組織に入り命を狙われたルイ、そして幼いころ猩紅熱にかかったときの出来事のせいで話しているうちに感情の抑制が利かなくなるガートがいた。あるとき、ミセス・カーニッツと同居していたガートが結婚したいと言い出し、母はそれに反対した。

## 日本語訳書籍
- 『ニール・サイモン戯曲集V ヨンカーズ物語』（酒井洋子・翻訳、早川書房）

## 映画

### キャスト
1993年に『ニール・サイモンの ヨンカーズ物語』というタイトルで公開された。日本では劇場未公開だが、WOWOWで『ヨンカーズ物語／思い出の街角』として放送された。
- マーセデス・ルール（ベラおばさん）
- リチャード・ドレイファス

## 日本での上演
日本初演は1992年3月に「ヨンカーズ物語 ＬＯＳＴ ＩＮ ＹＯＮＫＥＲＳ」として青井陽治の演出で上演された。
ミセス・カーニッツ役は、草笛光子がヨンカーズ物語に続き2013年の上演でも同役を務めた。
2013年10月に「ロスト・イン・ヨンカーズ」として三谷幸喜の演出で上演された。

### 1992年 ヨンカーズ物語 キャスト
- 細川俊之
- 草笛光子 （ミセス・カーニッツ）
- 島田陽子
- 荻島真一
- 大輝ゆう
- 松田洋治／野村祐人 （ダブルキャスト）
- 林義久／手塚宏樹 （ダブルキャスト）

### 2013年 ロスト・イン・ヨンカーズ キャスト
- 中谷美紀 （ベラおばさん）
- 松岡昌宏 （次男ルイ）
- 小林隆 （長男エディ）
- 浅利陽介 （長男の息子ジェイ）
- 入江甚儀 [6]（長男の息子アーティ）
- 長野里美 （長女ガート）
- 草笛光子 （ミセス・カーニッツ）

### 受賞歴
- 第48回 紀伊国屋演劇賞 個人賞 草笛光子 ミセス・カーニッツの演技に対して[7][8]。
- 第21回 読売演劇大賞 最優秀女優賞 中谷美紀 ベラの演技に対して[9][10]。